# 1907 au Nouveau-Brunswick
Chronologie du Nouveau-Brunswick
- 1903
- 1904
- 1905
- 1906
- 1907
- 1908
- 1909
- 1910
- 1911

Cette page concerne des événements d'actualité qui se sont produits durant l'année 1907 dans la province canadienne du Nouveau-Brunswick.

## Événements
- 15 janvier : John Costigan et Daniel Gillmor sont nommés sénateurs.
- 5 mars : 
  - Lemuel John Tweedie devient lieutenant-gouverneur.
  - le libéral Pius Michaud remporte l'élection partielle fédérale par acclamation de Victoria à la suite de la nomination de John Costigan au Sénat.
- 6 mars : William Pugsley devient premier ministre.
- 31 mai : Clifford William Robinson devient premier ministre.
- 18 septembre : l'ancien premier ministre William Pugsley remporte l'élection partielle fédérale par acclamation de la Cité et Comté de Saint-Jean à la suite de la mort d'Alfred Augustus Stockton.

## Naissances
- 15 mars : William Logan, patineur.
- 6 mai : Raymond Daniel Doucett, député.
- 6 juillet : George Stanley, lieutenant-gouverneur du Nouveau-Brunswick.
- 20 ou 26 novembre : James Branch, prêtre et dramaturge.

## Décès
- 25 janvier : Andrew George Blair, premier ministre du Nouveau-Brunswick.
- 24 février : Jabez Bunting Snowball, lieutenant-gouverneur du Nouveau-Brunswick.
- 15 mars : Alfred Augustus Stockton, député et chef de l'opposition.